# Neotrichoporoides bulgaricus
Neotrichoporoides bulgaricus är en stekelart som beskrevs av Graham 1987. Neotrichoporoides bulgaricus ingår i släktet Neotrichoporoides och familjen finglanssteklar. Inga underarter finns listade i Catalogue of Life.